# Theochila maenacte
Theochila maenacte är en fjärilsart som först beskrevs av Jean Baptiste Boisduval 1836.  Theochila maenacte ingår i släktet Theochila och familjen vitfjärilar. Inga underarter finns listade i Catalogue of Life.